# بيل هال (لاعب كرة قدم أمريكية)
بيل هال (بالإنجليزية: Bill Hull)‏ هو لاعب كرة قدم أمريكية أمريكي، ولد في 4 أغسطس 1940.

## وصلات خارجية
- بيل هال على موقع كلية كرة السلة في سبورتس رفرنس.كوم (الإنجليزية)
- بيل هال على موقع مرجع كرة القدم المحترفة.كوم (الإنجليزية)